# Eleotris macrocephala
Eleotris macrocephala är en fiskart som först beskrevs av Bleeker, 1857.  Eleotris macrocephala ingår i släktet Eleotris och familjen Eleotridae. Inga underarter finns listade i Catalogue of Life.